# Dionizy Biało
Dionizy Jan Biało (ur. 7 lutego 1940 w Skarżysku Książęcym, zm. 22 lutego 2022 w Warszawie) – doktor habilitowany nauk technicznych inżynier, profesor nadzwyczajny Politechniki Warszawskiej i Wyższej Szkoły Ekologii i Zarządzania w Warszawie, specjalista w zakresie metalurgii proszków, technologii sprzętu precyzyjnego i elektronicznego i trybologii.

## Życiorys
W 2002 na podstawie dorobku naukowego oraz rozprawy pt. Zużycie tribologiczne kompozytów na osnowie stopów aluminium otrzymanych z proszków uzyskał na Wydziale Mechatroniki Politechniki Warszawskiej stopień doktora habilitowanego nauk technicznych dyscyplina budowa i eksploatacja maszyn specjalność budowa i eksploatacja maszyn. Został profesorem nadzwyczajnym w Wydziale Mechatroniki PW i w Wyższej Szkole Ekologii i Zarządzania w Warszawie (Wydział Inżynierii i Zarządzania).